# 下端站 (平安北道)
下端站（朝鲜语：／ Hadan yŏk */?）是朝鮮民主主義人民共和國平安北道定州市的一個鐵路車站，属于平义线。

## 历史
- 1938年7月16日，落成使用。

## 邻近车站
平义线
定州青年站 - 下端站 - 郭山站